# درونگلن
درونگلن (به هلندی: Drongelen) یک منطقهٔ مسکونی در هلند است که در آل‌بورخ واقع شده‌است. درونگلن ۳۰۰ نفر جمعیت دارد.